# Ed Emberley
Edward Randolph Emberley (* 19. Oktober 1931 in Malden, Massachusetts) ist ein US-amerikanischer Maler, Autor und Illustrator.

## Leben und Werk
Emberley studierte Kunst an der Massachusetts School of Art in Boston und machte seinen Bachelor of Arts mit den Schwerpunkten Malen und Illustration. Nach einer zweijährigen Unterbrechung durch den Militärdienst schloss er sein Studium an der Rhode Island School of Design ab. Seit 1960 ist Emberley als freischaffender Künstler tätig.
Emberley fertigte Illustrationen für zahlreiche Kinder- und Sachbücher an. Außerdem verfasste er selbst verschiedene Zeichenbücher wie Mein erstes Zeichenbuch (Ed Emberley’s Drawing Book), in denen er Kindern kleinschrittige Anleitungen für teils komplexe Bilder aus einfachen Formen gibt.
Seit 1955 ist Emberley mit der Bibliothekarin und Autorin Barbara Emberley verheiratet, mit der er gemeinsam verschiedene Bücher herausgegeben hat. Das Paar hat zwei Kinder.

## Auszeichnungen
Für seine Werke erhielt Emberley zahlreiche Ehrungen. Bereits sein erstes eigenes Werk, The Wing on a Flea, brachte ihm 1961 einen Eintrag in die Liste der bestillustrierten Bücher des Jahres bei der New York Times ein. 1967 erhielt er die Caldecott Honor für die Illustration zum One Wide River to Cross, für das Barbara Emberley den Text geschrieben hatte. Im darauf folgenden Jahr war er sogar der Gewinner der Caldecott Medal und des Lewis Carroll Shelf Awards für die Illustration des ebenfalls von seiner Ehefrau verfassten Kinderbuchs Drummer Hoff.
- 1967: Caldecott Honor für One Wide River to Cross
- 1968: Caldecott Medal in Gold für Drummer Hoff
- 1968: Lewis Carroll Shelf Award für Drummer Hoff
- 1968: New Jersey Institute of Technology New Jersey Authors Award for science für Ladybug, Ladybug, Fly Away Home

## Werke (Auswahl)
- 1961: The Wing on a Flea
- 1967: Ladybug, Ladybug, Fly Away Home
- 1967: One Wide River to Cross
- 1968: Drummer Hoff
- 1969: Ed Emberley’s Drawing Book of Animals
- 1972: Mein erstes Zeichenbuch (Ed Emberley’s Drawing Book: Make a World), München: Südwest-Verlag.
- 1977: Ed Emberley’s Great Thumbprint Drawing Book
- 1978: Ed Emberley’s ABC
- 1997: Hau ab, du großes grünes Monster! (Go Away, Big Green Monster!), Frankfurt am Main: Moritz.
- 1998: Three: An Emberley Family Sketchbook
- 2001: Ed Emberley’s Fingerprint Drawing Book
- 2002: Ed Emberley’s Drawing Book of Trucks and Trains
- 2010: If You’re a Monster and You Know It